# Eclissi solare del 15 novembre 2096
L'Eclissi solare del 15 novembre 2096, di tipo anulare, è un evento astronomico che avrà luogo il suddetto giorno attorno alle ore 00:36 UTC.
L'eclissi avrà un'ampiezza massima di 294 chilometri e una durata di 8 minuti e 53 secondi.

## Eclissi correlate

### Eclissi solari 2094 - 2098
Questa eclissi è un membro di una serie semestrale. Un'eclissi in una serie semestrale di eclissi solari si ripete approssimativamente ogni 177 giorni e 4 ore (un semestre) in nodi alternati dell'orbita della Luna.

### Ciclo di Saros 144
L'evento fa parte del ciclo di Saros 144, che si ripete ogni 18 anni, 11 giorni, contenente 70 eventi. La serie è iniziata con un'eclissi solare parziale l'11 aprile 1736. Contiene eclissi anulari dal 7 luglio 1880 al 27 agosto 2565. Non ci sono eclissi totali nella serie. La serie termina al membro 70 con un un'eclissi parziale il 5 maggio 2980. La durata più lunga di un'anularità nella serie sarà di 9 minuti e 52 secondi il 29 dicembre 2168.